# Tadeus Reichstein
Tadeus Reichstein, (20. června 1897 Włocławek – 1. srpna 1996 Basilej, Švýcarsko) byl polsko-švýcarský chemik. Spolu s Edwardem Calvinem Kendallem a Philipem Showalterem Henchem obdržel roku 1950 Nobelovu cenu za fyziologii a medicínu, a to za objevy týkající se hormonů kůry nadledvin, jejich struktury a biologických účinků. Jejich objevy otevřely dveře lékařskému využití kortizonu.

## Život
Narodil se v polsko-židovské rodině. Dětství strávil v Kyjevě, kde byl jeho otec inženýrem. Poté rodina žila v německé Jeně, od osmi let žil ve švýcarské Basileji. Vystudoval chemii na vysoké technické škole (Eidgenossische Technische Hochschule) v Curychu, roku 1922 zde získal doktorát. Poté, od roku 1930, pracoval na oddělení organické chemie Spolkového technologického institutu v Curychu. V letech 1946–1967 byl profesorem organické chemie na univerzitě v Basileji. Krom Nobelovy ceny získal roku 1968 též Copleyho medaili.

## Dílo
Jeho výzkum se zpočátku specializoval vitamíny. Nezávisle na Normanovi Haworthovi vyrobil vitamín C – název průmyslového procesu syntézy vitaminu C nese dodnes jeho jméno, Reichsteinův proces.
Posléze se obrátil k výzkumu na hormonů. Spolu s kolegy izolovali 29 hormonů, přičemž jeden z nich, steroid kortizon, se posléze ukázal jako klíčovým při léčbě revmatoidní artritidy. Tento objev mu také vynesl Nobelovu cenu. Dopad objevu se ještě znásobil, když Reichsteinova asistentka Marguerite Steigerová syntetizovala deoxy-kortikosteron, který se ukázal být lékem na Addisonovu chorobu.
V pozdějších letech se začal zajímat o fytochemii a cytologii kapradin, přičemž v posledních třech desetiletích svého života vydal nejméně 80 článků o těchto tématech. Zvláštní zájem věnoval roli chromozomů při hybridizaci a polyploidům (buňkám či organismům, které obsahují více než dva páry chromozomů). Na rostlinách ho také zajímaly glykosidy, tedy látky s širokou možností terapeutického využití.